# Ethiopica micra
Ethiopica micra là một loài bướm đêm trong họ Noctuidae.